# Allohelea kindiae
Allohelea kindiae är en tvåvingeart som beskrevs av Clastrier och Delecolle 1990. Allohelea kindiae ingår i släktet Allohelea och familjen svidknott.
Artens utbredningsområde är Guinea. Inga underarter finns listade i Catalogue of Life.